# 3889 Menshikov
A 3889 Menshikov (ideiglenes jelöléssel 1972 RT3) a Naprendszer kisbolygóövében található aszteroida. Ljudmilla Vasziljevna Zsuravljova fedezte fel 1972. szeptember 6-án.